# Darktrace
Darktrace er et britisk it-sikkerhedsfirma med hovedkvarter i Cambridge. Det blev etableret i 2013 i Cambridge og i dag er virksomhedens forskningsaktiviteter flyttet til Nederlandene.